# Istvan Pollack
István Pollack, italianizzato in Lodovico Pollak (Sarajevo, 1º gennaio 1900 – ...), è stato un calciatore ungherese, di ruolo attaccante.

## Carriera
Dopo aver giocato con l'Hakoah Vienna nella massima serie austriaca (vinta nella stagione 1924-1925), nel settembre 1925 passa all'Udinese, risultando il primo straniero della storia della squadra. Con i bianconeri nella stagione 1925-1926 ha messo a segno 6 gol in 14 partite nel campionato di Prima Divisione, la massima serie dell'epoca.

## Palmarès

### Club

#### Competizioni nazionali
- Campionato austriaco: 1

Hakoah Vienna: 1924-1925